# Partikulærkassen
Partikulærkassen (også Chatolkassen) var i enevældens tid den pengefond som stod til kongernes personlige rådighed, adskilt fra statskassen.
Partikulærkassen stod til kongernes disposition til dækning af deres personlige udgifter. Til tider tilstod kongerne af denne kasse midler til foretagender af offentlig eller halvoffentlig karakter (offentlige byggeforetagender m.m.). Partikulærkassen var der tillagt forskellige indtægter af offentlig natur, som indtægter af Øresundstolden, den nordenfjeldske told i Norge, schutsgeld for jøder m. m.
Under hensyn til indtægtskildernes større eller mindre givtighed varierede størrelsen af partikulærkassens indtægter, der f.eks. under Christian 5. skal have udgjort cirka 164000 og i tidsrummet 1700—30 250000 à 300000 rigsdaler årligt. Med den fri forfatnings indførelse i 1848 ophørte partikulærkassen at eksistere.